# Добинде Ігор Григорович
Ігор Григорович Добинде (21 серпня 1927, село Каїнари, тепер Каушанського району, Молдова — ?) — радянський молдавський державний діяч, заступник голови Ради міністрів Молдавської РСР, міністр зв'язку Молдавської РСР. Кандидат у члени ЦК Комуністичної партії Молдавії в 1963—1966 і 1981—1986 роках. Член ЦК Комуністичної партії Молдавії в 1966—1981 роках. Депутат Верховної Ради Молдавської РСР 7—11-го скликань.

## Життєпис
Народився в родині службовця.
У 1951 році закінчив Одеський політехнічний інститут.
У 1951—1952 роках — інженер на підприємствах міста Миколаєва Української РСР.
У 1952—1961 роках — інженер, головний диспетчер, начальник диспетчерської служби Молдавського енергокомбінату.
Член КПРС з 1959 року.
У 1961—1962 роках — головний інженер районного енергетичного управління Ради народного господарства Молдавської РСР.
У 1962—1963 роках — головний інженер — 1-й заступник начальника Головного управління енергетики і електрифікації при Раді міністрів Молдавської РСР.
4 квітня 1963 — 18 жовтня 1965 року — міністр зв'язку Молдавської РСР.
18 жовтня 1965 — 1 квітня 1980 року — заступник голови Ради міністрів Молдавської РСР.
Одночасно 12 квітня 1967 — 27 червня 1973 року — голова Державної планової комісії (Держплану) Молдавської РСР.
У 1971 році закінчив Вищу партійну школу при ЦК КПРС.
1 квітня 1980 — після 1985 року — 1-й заступник голови Державної планової комісії (Держплану) Молдавської РСР.
Подальша доля невідома.

## Нагороди
- три ордени Трудового Червоного Прапора
- орден «Знак Пошани»
- медалі
- Заслужений економіст Молдавської РСР